# Rivière Magpie (Québec)
Pour l’article homonyme, voir Rivière Magpie (Ontario).
La rivière Magpie (Innu-aimun : Mutehekau Shipu) est un cours d'eau situé dans la région de la Côte-Nord au Québec.
La rivière Magpie prend sa source dans le plateau du Labrador et s'écoule vers le sud jusqu'à son embouchure dans le golfe du Saint-Laurent entre les municipalités de Rivière-Saint-Jean et de Magpie. La rivière coule sur une longueur de 290 km avec un dénivelé de 610 m. 
La rivière fait partie du classement du National Geographic des dix meilleures rivières au monde pour la pratique d'activités en eau vive.
En 2021, le Conseil des Innus d'Ekuanitshit et la MRC de Minganie déclarent que la rivière Magpie possède la personnalité juridique. Il s'agit de la première initiative du genre au Canada,,. Cependant, outre son caractère symbolique, il n'est pas certain que cette déclaration ait une force juridique.

## Toponymie
Le nom Magpie vient d'un nom commun anglais pour le Mésangeai du Canada qui abonde dans la région. 
Les Innus de la région nomme cette rivière Mutehekau Hipu ou Mûtehekâu Hîpu qui signifie la rivière où l'eau passe entre des falaises rocheuses carrées.

## Activités
Un barrage hydroélectrique, construit en 1961, est reconstruit en 2007. En 2004, le projet de reconstruction d'un barrage hydroélectrique fut contesté par de nombreux opposants environnementalistes et par Robert Francis Kennedy Jr. spécialiste du Droit de l'environnement.
En 2017, Hydro-Québec indique que le projet de barrage n'est pas planifié pour les prochaines années, à cause des surplus d'électricité de la société d'État, mais en 2023 le gouvernement de François Legault avance qu'il n'exclut pas la construction d'un barrage sur cette rivière.
La rivière Magpie permet des expéditions de canoë-kayak, bien que très peu de gens le pratiquent sur cette rivière en raison de sa difficulté d'accès (aucune route en amont).